# Forsyth (Montana)
Forsyth és una població dels Estats Units a l'estat de Montana. Segons el cens del 2000 tenia 1.944 habitants.

## Demografia
Segons el cens del 2000, Forsyth tenia 1.944 habitants, 826 habitatges, i 525 famílies. La densitat de població era de 676,2 habitants per km².
Dels 826 habitatges en un 29,8% hi vivien nens de menys de 18 anys, en un 52,7% hi vivien parelles casades, en un 7,4% dones solteres, i en un 36,4% no eren unitats familiars. En el 32,9% dels habitatges hi vivien persones soles el 14,4% de les quals corresponia a persones de 65 anys o més que vivien soles. El nombre mitjà de persones vivint en cada habitatge era de 2,28 i el nombre mitjà de persones que vivien en cada família era de 2,89.
Per edats la població es repartia de la següent manera: un 25,1% tenia menys de 18 anys, un 5,4% entre 18 i 24, un 25,2% entre 25 i 44, un 27% de 45 a 60 i un 17,4% 65 anys o més.
L'edat mediana era de 42 anys. Per cada 100 dones de 18 o més anys hi havia 96,8 homes.
La renda mediana per habitatge era de 33.533 $ i la renda mediana per família de 44.100 $. Els homes tenien una renda mediana de 36.827 $ mentre que les dones 19.038 $. La renda per capita de la població era de 17.994 $. Aproximadament el 9,4% de les famílies i el 10,5% de la població estaven per davall del llindar de pobresa.

## Poblacions més properes
El següent diagrama mostra les poblacions més properes.